# Réquiem (Duruflé)

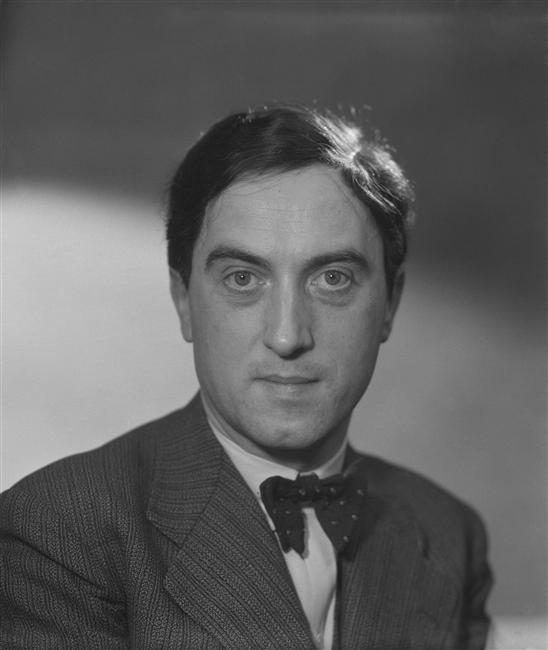
Imagen de Maurice Duruflé en 1939

El Réquiem, op. 9, de Maurice Duruflé , fue publicado en 1947 por el editor de música francés Auguste Durand. Es su obra más famosa.
Puesto en servicio en 1941 por el régimen colaborador de Vichy, Duruflé todavía estaba trabajando en la pieza en el momento de la caída del régimen, en 1944, y fue terminada en 1947, que dedicó a la memoria de su padre. El trabajo es para coro SATB, con mezzo-soprano y barítono como solistas. Existen tres versiones corales: una solo con órgano, otra para órgano y orquesta de cuerda (opcional trompetas, arpa y percusión), y una más para órgano y orquesta completa; esta última es, de hecho, la primera versión que él escribió y que prefería.
Cuando recibió la orden de Durand, Duruflé estaba trabajando en una suite para órgano mediante el uso de temas de canto gregoriano. Duruflé incluye partes de esta obra, en el Réquiem, que contiene muchos de los temas de la Misa gregoriana de difuntos. Casi todo el material temático de la obra proviene del canto gregoriano.[cita requerida]
La primera versión para gran orquesta se interpreta por primera vez en la Salle Gaveau de París, el 2 de noviembre de 1947, con la Orquesta Nacional de Francia bajo la dirección de Roger Désormière, con los solistas Hélène Bouvier y Camille Maurane.
La obra consta de nueve movimientos:
1. Introitus (Requiem aeternam)
2. Kyrie eleison
3. Domine Jesu Christe (Offertorium)
4. Sanctus and Benedictus
5. Pie Jesu
6. Agnus Dei
7. Lux aeterna (Communio)
8. Libera me
9. In Paradisum

No incluye el Dies irae, uno de los más habituales en una misa de réquiem. Por otro lado, Duruflé eligió los movimientos más tranquilos, más lentos del réquiem. Su economía de medios recuerda a la de Fauré.